# Eemil Hynninen
Eemil Hynninen, född 15 mars 1882, död 9 oktober 1947, var en finländsk jordbruksexpert.
Hynninen blev filosofie licentiat 1924 och medlem av internationella agrarkommittén i Paris 1925. Av internationella agrarkommittén i Paris från 1925, kommunikationsminister i J.E. Sunilas regering 1927-28. Han blev jordbruksdelegat hos Nationernas förbud samma år och var från 1929 lärare i lantbrukspolitik vid socialhögskolan i Helsingfors.